# Chironomus muratensis
Chironomus muratensis är en tvåvingeart som beskrevs av Ryser, Scholl 1983. Chironomus muratensis ingår i släktet Chironomus och familjen fjädermyggor. Arten har ej påträffats i Sverige. Inga underarter finns listade i Catalogue of Life.